# María Carmen Rico Miege
María del Carmen Rico Miege (Montevideo, 29 de diciembre de 1949) fue la primera mujer decana de la Facultad de Comunicación en la Universidad Católica del Uruguay (1994). También fue directora de Relaciones Internacionales en la misma universidad. Es socióloga (Universidad de la República), magíster en comunicación (Universidad Católica del Uruguay), y doctora en ciencias de la información por la Universidad de La Laguna. Fue la primera titular de la Cátedra UNESCO de Uruguay. Vicepresidenta de ORBICOM.
Catedrática de Comunicación Internacional en la Universite du Quebec a Montreal (UQAM). Investigadora (GERACII, RELAM), docente y autora.
Profesora Honoraria de la Universidad de Santa  María de Arequipa, Perú. Evaluadora de programas académicos de comunicación de universidades y miembro del comité editorial de revistas latinoamericanas, europeas y canadienses. Publicaciones en diversos países e idiomas.